# Антиферромагнетик

Антиферромагнетик — магнитные моменты вещества направлены противоположно и равны по силе.

Антиферромагнетик — вещество, в котором установился антиферромагнитный порядок магнитных моментов атомов или ионов. В антиферромагнетиках спиновые магнитные моменты электронов самопроизвольно ориентированы антипараллельно друг другу. Такая ориентация охватывает попарно соседние атомы. В результате антиферромагнетики обладают очень малой магнитной восприимчивостью и ведут себя как слабые парамагнетики.

## Свойства антиферромагнетиков
Обычно вещество становится антиферромагнетиком ниже определённой температуры {\displaystyle T_{N}}, так называемой точки Нееля и остаётся антиферромагнетиком вплоть до {\displaystyle T_{K}}.

## Антиферромагнетики среди элементов
Среди элементов антиферромагнетиками являются твёрдый кислород ({\displaystyle \alpha }-модификация) при {\displaystyle T_{N}<24\,{\text{K}}}, марганец {\displaystyle (\alpha }-модификация с {\displaystyle T_{N}=100\,{\text{K}})}, хром {\displaystyle (T_{N}=310\,{\text{K}})}, а также ряд редкоземельных металлов. Хрому свойственна геликоидальная магнитная атомная структура. Сложными магнитными структурами обладают также тяжёлые редкоземельные металлы. В температурной области между {\displaystyle T_{N}} и {\displaystyle T_{1}} {\displaystyle (0<T_{1}<T_{N})} они антиферромагнитны, а ниже {\displaystyle T_{1}} становятся ферромагнетиками. Данные о наиболее известных антиферромагнетиках — редкоземельных элементах — приведены в таблице ниже.
Данные о наиболее известных антиферромагнетиках
| Элемент | T1, K | TN, K |
| ------- | ----- | ----- |
| Dy      | 85    | 179   |
| Ho      | 20    | 133   |
| Er      | 20    | 85    |
| Tm      | 22    | 60    |
| Tb      | 219   | 230   |

## Антиферромагнетики среди химических соединений
Число известных химических соединений, которые становятся антиферромагнетиками при определённых температурах, приближается к тысяче. Ряд наиболее простых антиферромагнетиков и их температуры {\displaystyle T_{N}} приведены в таблице ниже.
Большая часть антиферромагнетиков обладает значениями {\displaystyle T_{N}}, лежащими существенно ниже комнатной температуры. Для всех гидратированных солей {\displaystyle T_{N}} не превышает {\displaystyle 10\,{\text{K}}}, например {\displaystyle T_{N}=4,31\,{\text{K}}} у водного хлорида меди {\displaystyle {\text{CuCl}}_{2}\cdot 2{\text{H}}_{2}{\text{O}}}.
| Соединение | TN, K |
| ---------- | ----- |
| MnSO4      | 12    |
| FeSO4      | 21    |
| CoSO4      | 12    |
| NiSO4      | 37    |
| MnCO3      | 32,5  |
| FeCO3      | 35    |
| CoCO3      | 38    |
| NiCO3      | 25    |

| Соединение | TN, K |
| ---------- | ----- |
| MnO        | 120   |
| FeO        | 190   |
| CoO        | 290   |
| NiO        | 650   |
| MnF2       | 72    |
| FeF2       | 79    |
| CoF2       | 37,7  |
| NiF2       | 73,2  |

## Возможное использование
- С использованием атомов антиферромагнетика при низких температурах возможно создание ячеек памяти, содержащих всего 12 атомов (для сравнения, в современных жёстких дисках для хранения 1 бита информации необходимо около 1 млн. атомов) [1][2].